# Étoile de Bessèges-Tour du Gard 2023
L'Étoile de Bessèges 2023 est la 53e édition de cette course cycliste masculine. Elle se déroule dans le Gard, en France entre le 1 et le 5 février 2023 entre Bellegarde et Alès sur un parcours de 659,68 kilomètres et fait partie du calendrier UCI Europe Tour 2023 en catégorie 2.1. 

## Présentation

### Parcours
L’Étoile de Bèssèges se déroule sur cinq étapes, avec un profil favorable à tout type de coureurs. La 1re étape est disputée autour de Bellegarde avec un tracé identique à celui de l'an passé. Les coureurs emprunteront une première boucle et passeront notamment par les communes d'Aramon et Beaucaire. La seconde boucle est tracée près de Saint-Gilles autour de l'étang de Scamandre avant de revenir sur Bellegarde et est suivie d’une dernière boucle vers Fourques. La victoire se joue à Bellegarde dans la côte des Ferrières (0,59 km - 9,1%). La petite côte de la Tour (0,30 km - 11,1 %), traditionnelle difficulté de cette première étape, sera franchie avant chaque passage par la ligne d’arrivée.
La seconde étape s'élancera de la commune de Bagard. Les coureurs s'élanceront vers le sud du département. Ils passeront notamment par les communes de Lédignan et Parignargues ils graviront notamment la côte de St-Côme (2,1 km -5,6%). Il faudra bifurquer à Clarensac et effectuer une boucle traversant les communes de Sommières et Aubais où les cyclistes franchiront une première fois la ligne d'arrivée avant de remonter à Clarensac et de gravir la côte de Clarensac (2,7 km - 4%). ils effectuont à deux reprises la boucle avant de franchir définitivement la ligne d'arrivée située au bout d'un faux plat montant. 
La troisième étape sera disputée autour de Bessèges. Comme chaque année le départ sera donné de la commune. Cette année les coureurs seront vite confronté aux pentes et devront franchir dès les premiers kilomètres le Col de Trelis. Ils bifurqueront à Saint-Florent-sur-Auzonet pour gravir le col des Brousses (2,4 km - 5%). L'étape va s’aplanir un peu plus par la suite. Les communes de Saint-Brès et Gagnières seront franchies avant que les coureurs ne franchissent une première fois la ligne d’arrivée à Bessèges. Ils partiront plus à l'est pour effectuer une longue boucle passant par Barjac, Allègre-les-Fumades puis Saint-Florent-sur-Auzonet avant de passer une nouvelle fois par Bessèges et d'effectuer une nouvelle fois la boucle empruntant le Col de Trelis et le col des Brousses. Les coureurs redescendront alors sur Bessèges où sera jugée l'arrivée.
Pour la quatrième étape, les coureurs s'élanceront de Saint-Christol-lez-Alès pour un parcours dénudé de difficultés dans un premier temps. Ils traverseront les communes de Sanihac, Saint-André-d'Oléargues et Allègre-les-Fumades. L'ascension finale de cette édition se fera sur le Mont Bouquet. Pour la seconde année consécutive les coureurs devront gravir les 4,6 km à 9% de pente moyenne. Le vainqueur succédera à Tobias Halland Johanessen vainqueur l'an passé au sommet. 
La cinquième et dernière étape conclura comme d'habitude cette 53e édition de l’Étoile de Bessèges avec un contre-la-montre individuel. Le tracé est identique à celui de l'an passé; les coureurs s'élanceront un par un devant le Cratère avant de longer le gardon et de gravir la côte de l'Ermitage (2,2 km, 5,5%). Le vainqueur de l'étape succédera à Filippo Ganna vainqueur du chrono les deux années précédentes. C'est également une dernière occasion de renverser le classement général et de succéder à Benjamin Thomas.

### Équipes
Classé en catégorie 2.1 de l'UCI Europe Tour, la course est par conséquent ouverte aux WorldTeams dans la limite de 50 % des équipes participantes, aux ProTeams, aux équipes continentales et aux équipes nationales. Les équipes présentes sur cette 53e édition ont été dévoilés le 21 Décembre 2022.
| WorldTeams (8)- AG2R Citroën Team - Cofidis - Groupama-FDJ - Arkéa-Samsic - Ineos Grenadiers - Trek-Segafredo - Alpecin-Deceuninck - EF Education-EasyPost ProTeams (8)- TotalEnergies - Bingoal WB - Lotto Dstny - Israel-Premier Tech - Team Flanders-Baloise - Uno-X Pro Cycling Team - Equipo Kern Pharma - Tudor Pro Cycling Team Équipes continentales (4)- Go Sport-Roubaix Lille Métropole - Nice Métropole Côte d'Azur - Saint Michel-Mavic-Auber 93 - CIC U Nantes Atlantique |
| |

### Principaux coureurs présents
Cette année encore, la course gardoise a su attirer des grands noms du peloton international. Des anciens vainqueurs de l'épreuve seront notamment au départ avec notamment le tenant du titre Benjamin Thomas pour l'équipe Cofidis ou encore Benoît Cosnefroy pour AG2R Citroën, vainqueur en 2020. Du côté des Français, on peut noter la présence pour Groupama-FDJ de Thibaut Pinot qui débute la dernière saison de sa carrière sur les routes du Gard. Il sera accompagné de Jake Stewart, meilleur jeune de l'épreuve en 2021. Julien Simon et Pierre Latour pour la TotalEnergies sont également présents, tout comme Pavel Sivakov pour l'équipe INEOS Grenadiers. L'équipe Britannique aura aussi dans ses rangs Michał Kwiatkowski, deuxième de l'épreuve en 2021. Le jeune Arnaud De Lie, révélation de l'année précédente tentera d'aller chercher des victoires d'étapes au sprint face à Mads Pedersen. Le Danois est au départ pour la deuxième année après avoir remporté une étape et porté le maillot corail de leader l'an passé.

### Diffusion
C'est la chaîne l’Équipe qui diffuse en direct les cinq étapes de l'édition 2023 de l’Étoile de Bessèges comme ses dernières années sur le canal 21 de la TNT.

## Étapes
| Étape     | Date   | Villes étapes                          | type                        | Distance (km) | Dénivelé (m) | Vainqueur d'étape | Leader du classement général |
| --------- | ------ | -------------------------------------- | --------------------------- | ------------- | ------------ | ----------------- | ---------------------------- |
| 1re étape | 1 fév. | Bellegarde – Bellegarde                | étape de plaine             | 162,18        | 800 m        | Arnaud De Lie     | Arnaud De Lie                |
| 2e étape  | 2 fév. | Bagard – Aubais                        | étape vallonnée             | 169,63        | 1 732 m      | étape neutralisée | Arnaud De Lie                |
| 3e étape  | 3 fév. | Bessèges – Bessèges                    | étape vallonnée             | 169,71        | 3 053 m      | Arnaud De Lie     | Arnaud De Lie                |
| 4e étape  | 4 fév. | Saint-Christol-lez-Alès – mont Bouquet | étape vallonnée             | 147,5         | 2 180 m      | Mattias Skjelmose | Mattias Skjelmose            |
| 5e étape  | 5 fév. | Alès – Alès                            | contre-la-montre individuel | 10,66         | 222 m        | Mads Pedersen     | Neilson Powless              |

## Déroulement de la course

### 1reétape
| \| Classement de l'étape \| Classement de l'étape \| Classement de l'étape \| Classement de l'étape \| Classement de l'étape \| \| Coureur \| Coureur \| Pays \| Équipe \| Temps \| \| --------------------- \| --------------------- \| --------------------- \| ---------------------- \| --------------------- \| \| 1er \| Arnaud De Lie \| Belgique \| Lotto Dstny \| 3 h 30 min 35 s \| \| 2e \| Mads Pedersen \| Danemark \| Trek-Segafredo \| + 0 s \| \| 3e \| Benoît Cosnefroy \| France \| AG2R Citroën Team \| + 0 s \| \| 4e \| Dylan Teuns \| Belgique \| Israel-Premier Tech \| + 3 s \| \| 5e \| Andrea Piccolo \| Italie \| EF Education-EasyPost \| + 3 s \| \| 6e \| Mattias Skjelmose \| Danemark \| Trek-Segafredo \| + 5 s \| \| 7e \| Neilson Powless \| États-Unis \| EF Education-EasyPost \| + 5 s \| \| 8e \| Aaron Van Poucke \| Belgique \| Team Flanders-Baloise \| + 5 s \| \| 9e \| Pau Miquel \| Espagne \| Equipo Kern Pharma \| + 8 s \| \| 10e \| Anders Johannessen \| Norvège \| Uno-X Pro Cycling Team \| + 8 s \| |                    |            |                        |                 |
| |                    |            |                        |                 |
| |                    |            |                        |                 |
| Classement de l'étape |                    |            |                        |                 |
| Coureur | Coureur            | Pays       | Équipe                 | Temps           |
| 1er | Arnaud De Lie      | Belgique   | Lotto Dstny            | 3 h 30 min 35 s |
| 2e | Mads Pedersen      | Danemark   | Trek-Segafredo         | + 0 s           |
| 3e | Benoît Cosnefroy   | France     | AG2R Citroën Team      | + 0 s           |
| 4e | Dylan Teuns        | Belgique   | Israel-Premier Tech    | + 3 s           |
| 5e | Andrea Piccolo     | Italie     | EF Education-EasyPost  | + 3 s           |
| 6e | Mattias Skjelmose  | Danemark   | Trek-Segafredo         | + 5 s           |
| 7e | Neilson Powless    | États-Unis | EF Education-EasyPost  | + 5 s           |
| 8e | Aaron Van Poucke   | Belgique   | Team Flanders-Baloise  | + 5 s           |
| 9e | Pau Miquel         | Espagne    | Equipo Kern Pharma     | + 8 s           |
| 10e | Anders Johannessen | Norvège    | Uno-X Pro Cycling Team | + 8 s           |

| \| Classement général \| Classement général \| Classement général \| Classement général \| Classement général \| \| Coureur \| Coureur \| Pays \| Équipe \| Temps \| \| ------------------ \| ------------------ \| ------------------ \| ---------------------- \| ------------------ \| \| 1er \| Arnaud De Lie \| Belgique \| Lotto Dstny \| 3 h 30 min 25 s \| \| 2e \| Mads Pedersen \| Danemark \| Trek-Segafredo \| + 4 s \| \| 3e \| Benoît Cosnefroy \| France \| AG2R Citroën Team \| + 6 s \| \| 4e \| Dylan Teuns \| Belgique \| Israel-Premier Tech \| + 13 s \| \| 5e \| Andrea Piccolo \| Italie \| EF Education-EasyPost \| + 13 s \| \| 6e \| Mattias Skjelmose \| Danemark \| Trek-Segafredo \| + 15 s \| \| 7e \| Neilson Powless \| États-Unis \| EF Education-EasyPost \| + 15 s \| \| 8e \| Aaron Van Poucke \| Belgique \| Team Flanders-Baloise \| + 15 s \| \| 9e \| Pau Miquel \| Espagne \| Equipo Kern Pharma \| + 18 s \| \| 10e \| Anders Johannessen \| Norvège \| Uno-X Pro Cycling Team \| + 18 s \| |                    |            |                        |                 |
| |                    |            |                        |                 |
| |                    |            |                        |                 |
| Classement général |                    |            |                        |                 |
| Coureur | Coureur            | Pays       | Équipe                 | Temps           |
| 1er | Arnaud De Lie      | Belgique   | Lotto Dstny            | 3 h 30 min 25 s |
| 2e | Mads Pedersen      | Danemark   | Trek-Segafredo         | + 4 s           |
| 3e | Benoît Cosnefroy   | France     | AG2R Citroën Team      | + 6 s           |
| 4e | Dylan Teuns        | Belgique   | Israel-Premier Tech    | + 13 s          |
| 5e | Andrea Piccolo     | Italie     | EF Education-EasyPost  | + 13 s          |
| 6e | Mattias Skjelmose  | Danemark   | Trek-Segafredo         | + 15 s          |
| 7e | Neilson Powless    | États-Unis | EF Education-EasyPost  | + 15 s          |
| 8e | Aaron Van Poucke   | Belgique   | Team Flanders-Baloise  | + 15 s          |
| 9e | Pau Miquel         | Espagne    | Equipo Kern Pharma     | + 18 s          |
| 10e | Anders Johannessen | Norvège    | Uno-X Pro Cycling Team | + 18 s          |

### 2eétape
En raison d'une chute survenue à une vingtaine de kilomètres de l'arrivée, impliquant un grand nombre de coureurs et mobilisant la totalité des moyens de secours de la course, l'étape est neutralisée.

### 3eétape
| \| Classement de l'étape \| Classement de l'étape \| Classement de l'étape \| Classement de l'étape \| Classement de l'étape \| \| Coureur \| Coureur \| Pays \| Équipe \| Temps \| \| --------------------- \| --------------------- \| --------------------- \| ---------------------- \| --------------------- \| \| 1er \| Arnaud De Lie \| Belgique \| Lotto Dstny \| 4 h 03 min 47 s \| \| 2e \| Valentin Ferron \| France \| TotalEnergies \| + 0 s \| \| 3e \| Samuel Watson \| Royaume-Uni \| Groupama-FDJ \| + 0 s \| \| 4e \| Louis Barré \| France \| Arkéa-Samsic \| + 0 s \| \| 5e \| Sep Vanmarcke \| Belgique \| Israel-Premier Tech \| + 0 s \| \| 6e \| Joël Suter \| Suisse \| Tudor Pro Cycling Team \| + 0 s \| \| 7e \| Rémy Mertz \| Belgique \| Bingoal WB \| + 0 s \| \| 8e \| Pierre Latour \| France \| TotalEnergies \| + 0 s \| \| 9e \| Greg Van Avermaet \| Belgique \| AG2R Citroën Team \| + 0 s \| \| 10e \| Franck Bonnamour \| France \| AG2R Citroën Team \| + 0 s \| |                   |             |                        |                 |
| |                   |             |                        |                 |
| |                   |             |                        |                 |
| Classement de l'étape |                   |             |                        |                 |
| Coureur | Coureur           | Pays        | Équipe                 | Temps           |
| 1er | Arnaud De Lie     | Belgique    | Lotto Dstny            | 4 h 03 min 47 s |
| 2e | Valentin Ferron   | France      | TotalEnergies          | + 0 s           |
| 3e | Samuel Watson     | Royaume-Uni | Groupama-FDJ           | + 0 s           |
| 4e | Louis Barré       | France      | Arkéa-Samsic           | + 0 s           |
| 5e | Sep Vanmarcke     | Belgique    | Israel-Premier Tech    | + 0 s           |
| 6e | Joël Suter        | Suisse      | Tudor Pro Cycling Team | + 0 s           |
| 7e | Rémy Mertz        | Belgique    | Bingoal WB             | + 0 s           |
| 8e | Pierre Latour     | France      | TotalEnergies          | + 0 s           |
| 9e | Greg Van Avermaet | Belgique    | AG2R Citroën Team      | + 0 s           |
| 10e | Franck Bonnamour  | France      | AG2R Citroën Team      | + 0 s           |

| \| Classement général \| Classement général \| Classement général \| Classement général \| Classement général \| \| Coureur \| Coureur \| Pays \| Équipe \| Temps \| \| ------------------ \| ------------------ \| ------------------ \| --------------------- \| ------------------ \| \| 1er \| Arnaud De Lie \| Belgique \| Lotto Dstny \| 7 h 34 min 02 s \| \| 2e \| Benoît Cosnefroy \| France \| AG2R Citroën Team \| + 16 s \| \| 3e \| Dylan Teuns \| Belgique \| Israel-Premier Tech \| + 23 s \| \| 4e \| Samuel Watson \| Royaume-Uni \| Groupama-FDJ \| + 24 s \| \| 5e \| Mattias Skjelmose \| Danemark \| Trek-Segafredo \| + 25 s \| \| 6e \| Neilson Powless \| États-Unis \| EF Education-EasyPost \| + 25 s \| \| 7e \| Pierre Latour \| France \| TotalEnergies \| + 28 s \| \| 8e \| Ben Tulett \| Royaume-Uni \| Ineos Grenadiers \| + 28 s \| \| 9e \| Krists Neilands \| Lettonie \| Israel-Premier Tech \| + 28 s \| \| 10e \| Pau Miquel \| Espagne \| Equipo Kern Pharma \| + 28 s \| |                   |             |                       |                 |
| |                   |             |                       |                 |
| |                   |             |                       |                 |
| Classement général |                   |             |                       |                 |
| Coureur | Coureur           | Pays        | Équipe                | Temps           |
| 1er | Arnaud De Lie     | Belgique    | Lotto Dstny           | 7 h 34 min 02 s |
| 2e | Benoît Cosnefroy  | France      | AG2R Citroën Team     | + 16 s          |
| 3e | Dylan Teuns       | Belgique    | Israel-Premier Tech   | + 23 s          |
| 4e | Samuel Watson     | Royaume-Uni | Groupama-FDJ          | + 24 s          |
| 5e | Mattias Skjelmose | Danemark    | Trek-Segafredo        | + 25 s          |
| 6e | Neilson Powless   | États-Unis  | EF Education-EasyPost | + 25 s          |
| 7e | Pierre Latour     | France      | TotalEnergies         | + 28 s          |
| 8e | Ben Tulett        | Royaume-Uni | Ineos Grenadiers      | + 28 s          |
| 9e | Krists Neilands   | Lettonie    | Israel-Premier Tech   | + 28 s          |
| 10e | Pau Miquel        | Espagne     | Equipo Kern Pharma    | + 28 s          |

### 4eétape
| \| Classement de l'étape \| Classement de l'étape \| Classement de l'étape \| Classement de l'étape \| Classement de l'étape \| \| Coureur \| Coureur \| Pays \| Équipe \| Temps \| \| --------------------- \| --------------------- \| --------------------- \| --------------------- \| --------------------- \| \| 1er \| Mattias Skjelmose \| Danemark \| Trek-Segafredo \| 3 h 22 min 23 s \| \| 2e \| Neilson Powless \| États-Unis \| EF Education-EasyPost \| + 0 s \| \| 3e \| Pierre Latour \| France \| TotalEnergies \| + 13 s \| \| 4e \| Pavel Sivakov \| France \| Ineos Grenadiers \| + 19 s \| \| 5e \| Kévin Vauquelin \| France \| Arkéa-Samsic \| + 1 min 06 s \| \| 6e \| Thibaut Pinot \| France \| Groupama-FDJ \| + 1 min 17 s \| \| 7e \| Hugo Houle \| Canada \| Israel-Premier Tech \| + 1 min 30 s \| \| 8e \| Arnaud De Lie \| Belgique \| Lotto Dstny \| + 1 min 34 s \| \| 9e \| Julien Bernard \| France \| Trek-Segafredo \| + 1 min 40 s \| \| 10e \| Axel Laurance \| France \| Alpecin-Deceuninck \| + 1 min 53 s \| |                   |            |                       |                 |
| |                   |            |                       |                 |
| |                   |            |                       |                 |
| Classement de l'étape |                   |            |                       |                 |
| Coureur | Coureur           | Pays       | Équipe                | Temps           |
| 1er | Mattias Skjelmose | Danemark   | Trek-Segafredo        | 3 h 22 min 23 s |
| 2e | Neilson Powless   | États-Unis | EF Education-EasyPost | + 0 s           |
| 3e | Pierre Latour     | France     | TotalEnergies         | + 13 s          |
| 4e | Pavel Sivakov     | France     | Ineos Grenadiers      | + 19 s          |
| 5e | Kévin Vauquelin   | France     | Arkéa-Samsic          | + 1 min 06 s    |
| 6e | Thibaut Pinot     | France     | Groupama-FDJ          | + 1 min 17 s    |
| 7e | Hugo Houle        | Canada     | Israel-Premier Tech   | + 1 min 30 s    |
| 8e | Arnaud De Lie     | Belgique   | Lotto Dstny           | + 1 min 34 s    |
| 9e | Julien Bernard    | France     | Trek-Segafredo        | + 1 min 40 s    |
| 10e | Axel Laurance     | France     | Alpecin-Deceuninck    | + 1 min 53 s    |

| \| Classement général \| Classement général \| Classement général \| Classement général \| Classement général \| \| Coureur \| Coureur \| Pays \| Équipe \| Temps \| \| ------------------ \| ------------------ \| ------------------ \| --------------------- \| ------------------ \| \| 1er \| Mattias Skjelmose \| Danemark \| Trek-Segafredo \| 10 h 56 min 40 s \| \| 2e \| Neilson Powless \| États-Unis \| EF Education-EasyPost \| + 4 s \| \| 3e \| Pierre Latour \| France \| TotalEnergies \| + 22 s \| \| 4e \| Pavel Sivakov \| France \| Ineos Grenadiers \| + 1 min 00 s \| \| 5e \| Arnaud De Lie \| Belgique \| Lotto Dstny \| + 1 min 19 s \| \| 6e \| Kévin Vauquelin \| France \| Arkéa-Samsic \| + 1 min 26 s \| \| 7e \| Thibaut Pinot \| France \| Groupama-FDJ \| + 1 min 37 s \| \| 8e \| Hugo Houle \| Canada \| Israel-Premier Tech \| + 1 min 50 s \| \| 9e \| Krists Neilands \| Lettonie \| Israel-Premier Tech \| + 2 min 13 s \| \| 10e \| Anthony Perez \| France \| Cofidis \| + 2 min 13 s \| |                   |            |                       |                  |
| |                   |            |                       |                  |
| |                   |            |                       |                  |
| Classement général |                   |            |                       |                  |
| Coureur | Coureur           | Pays       | Équipe                | Temps            |
| 1er | Mattias Skjelmose | Danemark   | Trek-Segafredo        | 10 h 56 min 40 s |
| 2e | Neilson Powless   | États-Unis | EF Education-EasyPost | + 4 s            |
| 3e | Pierre Latour     | France     | TotalEnergies         | + 22 s           |
| 4e | Pavel Sivakov     | France     | Ineos Grenadiers      | + 1 min 00 s     |
| 5e | Arnaud De Lie     | Belgique   | Lotto Dstny           | + 1 min 19 s     |
| 6e | Kévin Vauquelin   | France     | Arkéa-Samsic          | + 1 min 26 s     |
| 7e | Thibaut Pinot     | France     | Groupama-FDJ          | + 1 min 37 s     |
| 8e | Hugo Houle        | Canada     | Israel-Premier Tech   | + 1 min 50 s     |
| 9e | Krists Neilands   | Lettonie   | Israel-Premier Tech   | + 2 min 13 s     |
| 10e | Anthony Perez     | France     | Cofidis               | + 2 min 13 s     |

L'échappée.
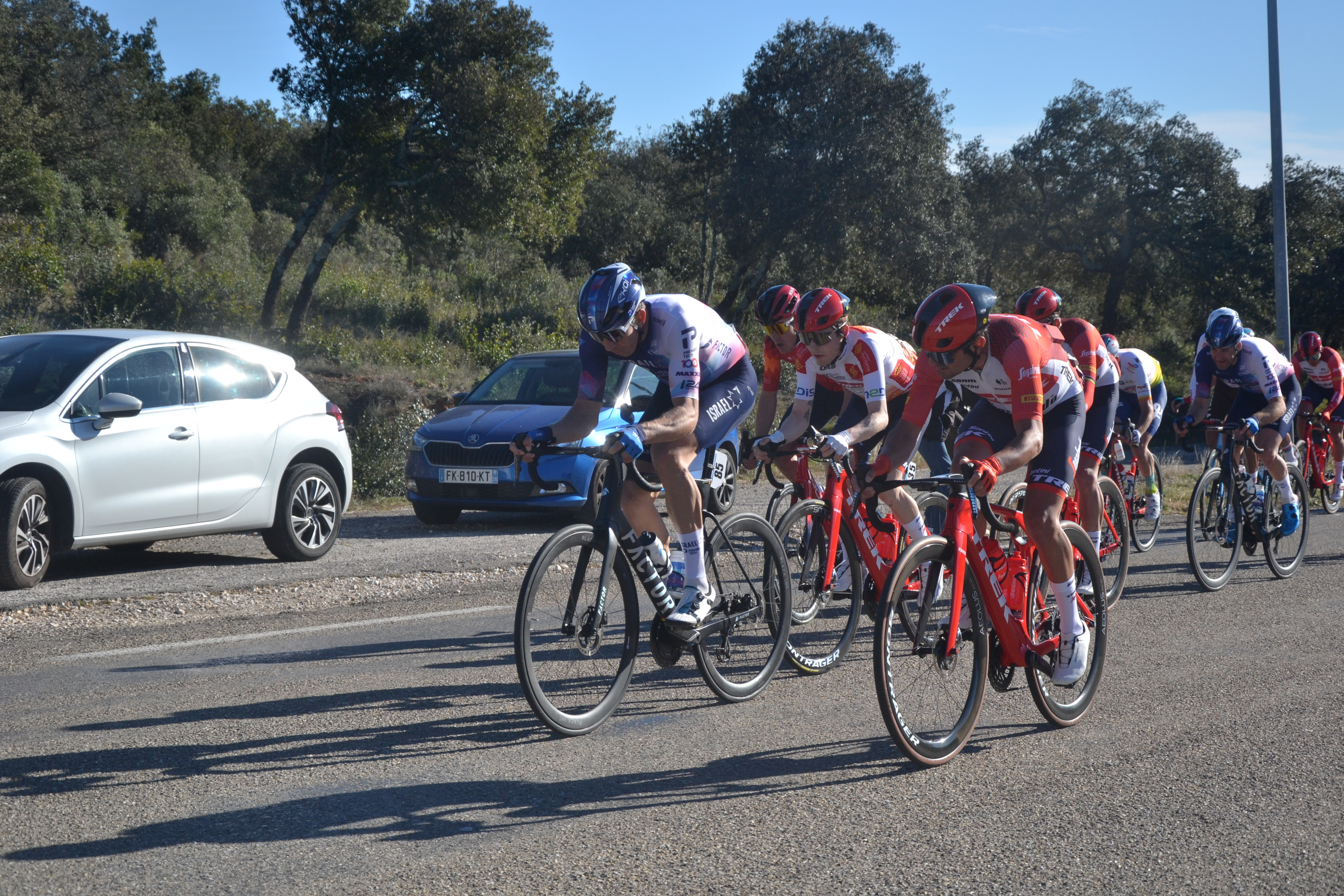
Skjelmose (35) futur vainqueur, dans la roue de Vanmarcke (85).
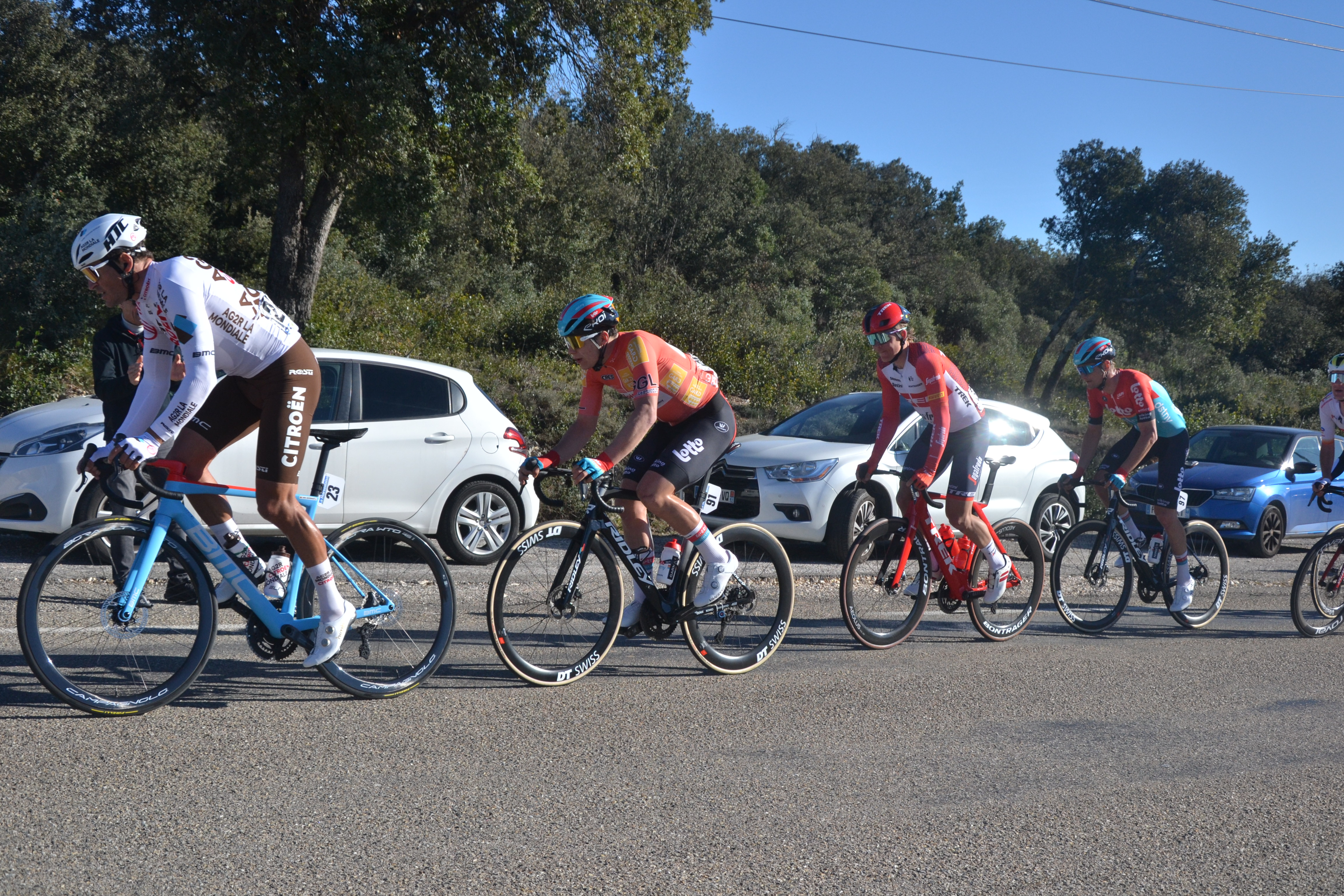
Van Avermaet (23) suivi par De Lie (91) porteur du maillot de leader du général.

### 5eétape
| \| Classement de l'étape \| Classement de l'étape \| Classement de l'étape \| Classement de l'étape \| Classement de l'étape \| \| Coureur \| Coureur \| Pays \| Équipe \| Temps \| \| --------------------- \| --------------------- \| --------------------- \| --------------------- \| --------------------- \| \| 1er \| Mads Pedersen \| Danemark \| Trek-Segafredo \| 15 min 25 s \| \| 2e \| Joshua Tarling \| Royaume-Uni \| Ineos Grenadiers \| + 8 s \| \| 3e \| Ben Tulett \| Royaume-Uni \| Ineos Grenadiers \| + 10 s \| \| 4e \| Kévin Vauquelin \| France \| Arkéa-Samsic \| + 11 s \| \| 5e \| Pierre Latour \| France \| TotalEnergies \| + 15 s \| \| 6e \| Magnus Cort Nielsen \| Danemark \| EF Education-EasyPost \| + 20 s \| \| 7e \| Ben Turner \| Royaume-Uni \| Ineos Grenadiers \| + 20 s \| \| 8e \| Neilson Powless \| États-Unis \| EF Education-EasyPost \| + 21 s \| \| 9e \| Mattias Skjelmose \| Danemark \| Trek-Segafredo \| + 26 s \| \| 10e \| Bruno Armirail \| France \| Groupama-FDJ \| + 26 s \| |                     |             |                       |             |
| |                     |             |                       |             |
| |                     |             |                       |             |
| Classement de l'étape |                     |             |                       |             |
| Coureur | Coureur             | Pays        | Équipe                | Temps       |
| 1er | Mads Pedersen       | Danemark    | Trek-Segafredo        | 15 min 25 s |
| 2e | Joshua Tarling      | Royaume-Uni | Ineos Grenadiers      | + 8 s       |
| 3e | Ben Tulett          | Royaume-Uni | Ineos Grenadiers      | + 10 s      |
| 4e | Kévin Vauquelin     | France      | Arkéa-Samsic          | + 11 s      |
| 5e | Pierre Latour       | France      | TotalEnergies         | + 15 s      |
| 6e | Magnus Cort Nielsen | Danemark    | EF Education-EasyPost | + 20 s      |
| 7e | Ben Turner          | Royaume-Uni | Ineos Grenadiers      | + 20 s      |
| 8e | Neilson Powless     | États-Unis  | EF Education-EasyPost | + 21 s      |
| 9e | Mattias Skjelmose   | Danemark    | Trek-Segafredo        | + 26 s      |
| 10e | Bruno Armirail      | France      | Groupama-FDJ          | + 26 s      |

## Classements finals

### Classement général
| \| Classement général \| Classement général \| Classement général \| Classement général \| Classement général \| \| Coureur \| Coureur \| Pays \| Équipe \| Temps \| \| ------------------ \| ------------------ \| ------------------ \| ---------------------- \| ------------------ \| \| 1er \| Neilson Powless \| États-Unis \| EF Education-EasyPost \| 11 h 12 min 30 s \| \| 2e \| Mattias Skjelmose \| Danemark \| Trek-Segafredo \| + 1 s \| \| 3e \| Pierre Latour \| France \| TotalEnergies \| + 12 s \| \| 4e \| Kévin Vauquelin \| France \| Arkéa-Samsic \| + 1 min 12 s \| \| 5e \| Pavel Sivakov \| France \| Ineos Grenadiers \| + 1 min 27 s \| \| 6e \| Thibaut Pinot \| France \| Groupama-FDJ \| + 1 min 58 s \| \| 7e \| Arnaud De Lie \| Belgique \| Lotto Dstny \| + 2 min 04 s \| \| 8e \| Hugo Houle \| Canada \| Israel-Premier Tech \| + 2 min 27 s \| \| 9e \| Anthony Perez \| France \| Cofidis \| + 2 min 36 s \| \| 10e \| Joël Suter \| Suisse \| Tudor Pro Cycling Team \| + 2 min 53 s \| |                   |            |                        |                  |
| |                   |            |                        |                  |
| Source : ProCyclingStats |                   |            |                        |                  |
| Classement général |                   |            |                        |                  |
| Coureur | Coureur           | Pays       | Équipe                 | Temps            |
| 1er | Neilson Powless   | États-Unis | EF Education-EasyPost  | 11 h 12 min 30 s |
| 2e | Mattias Skjelmose | Danemark   | Trek-Segafredo         | + 1 s            |
| 3e | Pierre Latour     | France     | TotalEnergies          | + 12 s           |
| 4e | Kévin Vauquelin   | France     | Arkéa-Samsic           | + 1 min 12 s     |
| 5e | Pavel Sivakov     | France     | Ineos Grenadiers       | + 1 min 27 s     |
| 6e | Thibaut Pinot     | France     | Groupama-FDJ           | + 1 min 58 s     |
| 7e | Arnaud De Lie     | Belgique   | Lotto Dstny            | + 2 min 04 s     |
| 8e | Hugo Houle        | Canada     | Israel-Premier Tech    | + 2 min 27 s     |
| 9e | Anthony Perez     | France     | Cofidis                | + 2 min 36 s     |
| 10e | Joël Suter        | Suisse     | Tudor Pro Cycling Team | + 2 min 53 s     |

### Classements annexes
| Classement par points | Classement par points | Classement par points | Classement par points | Classement par points |
| Coureur               | Coureur               | Pays                  | Équipe                | Points                |
| --------------------- | --------------------- | --------------------- | --------------------- | --------------------- |
| 1er                   | Arnaud De Lie         | Belgique              | Lotto Dstny           | 58 pts                |
| 2e                    | Mattias Skjelmose     | Danemark              | Trek-Segafredo        | 46 pts                |
| 3e                    | Mads Pedersen         | Danemark              | Trek-Segafredo        | 45 pts                |
| 4e                    | Neilson Powless       | États-Unis            | EF Education-EasyPost | 38 pts                |
| 5e                    | Pierre Latour         | France                | TotalEnergies         | 38 pts                |
| 6e                    | Kévin Vauquelin       | France                | Arkéa-Samsic          | 31 pts                |
| 7e                    | Samuel Watson         | Royaume-Uni           | Groupama-FDJ          | 21 pts                |
| 8e                    | Valentin Ferron       | France                | TotalEnergies         | 20 pts                |
| 9e                    | Ben Tulett            | Royaume-Uni           | Ineos Grenadiers      | 20 pts                |
| 10e                   | Joshua Tarling        | Royaume-Uni           | Ineos Grenadiers      | 20 pts                |

| Classement par points | Classement par points | Classement par points | Classement par points | Classement par points |
| Coureur               | Coureur               | Pays                  | Équipe                | Points                |
| --------------------- | --------------------- | --------------------- | --------------------- | --------------------- |
| 1er                   | Arnaud De Lie         | Belgique              | Lotto Dstny           | 58 pts                |
| 2e                    | Mattias Skjelmose     | Danemark              | Trek-Segafredo        | 46 pts                |
| 3e                    | Mads Pedersen         | Danemark              | Trek-Segafredo        | 45 pts                |
| 4e                    | Neilson Powless       | États-Unis            | EF Education-EasyPost | 38 pts                |
| 5e                    | Pierre Latour         | France                | TotalEnergies         | 38 pts                |
| 6e                    | Kévin Vauquelin       | France                | Arkéa-Samsic          | 31 pts                |
| 7e                    | Samuel Watson         | Royaume-Uni           | Groupama-FDJ          | 21 pts                |
| 8e                    | Valentin Ferron       | France                | TotalEnergies         | 20 pts                |
| 9e                    | Ben Tulett            | Royaume-Uni           | Ineos Grenadiers      | 20 pts                |
| 10e                   | Joshua Tarling        | Royaume-Uni           | Ineos Grenadiers      | 20 pts                |

| Classement de la montagne | Classement de la montagne | Classement de la montagne | Classement de la montagne  | Classement de la montagne |
| Coureur                   | Coureur                   | Pays                      | Équipe                     | Points                    |
| ------------------------- | ------------------------- | ------------------------- | -------------------------- | ------------------------- |
| 1er                       | Vito Braet                | Belgique                  | Team Flanders-Baloise      | 34 pts                    |
| 2e                        | Neilson Powless           | États-Unis                | EF Education-EasyPost      | 26 pts                    |
| 3e                        | Mattias Skjelmose         | Danemark                  | Trek-Segafredo             | 23 pts                    |
| 4e                        | Dries De Bondt            | Belgique                  | Alpecin-Deceuninck         | 18 pts                    |
| 5e                        | Kévin Vauquelin           | France                    | Arkéa-Samsic               | 16 pts                    |
| 6e                        | Thomas Champion           | France                    | Cofidis                    | 14 pts                    |
| 7e                        | Ben Turner                | Royaume-Uni               | Ineos Grenadiers           | 14 pts                    |
| 8e                        | Mads Pedersen             | Danemark                  | Trek-Segafredo             | 13 pts                    |
| 9e                        | Andrea Mifsud             | Malte                     | Nice Métropole Côte d'Azur | 12 pts                    |
| 10e                       | Ben Tulett                | Royaume-Uni               | Ineos Grenadiers           | 10 pts                    |

| Classement de la montagne | Classement de la montagne | Classement de la montagne | Classement de la montagne  | Classement de la montagne |
| Coureur                   | Coureur                   | Pays                      | Équipe                     | Points                    |
| ------------------------- | ------------------------- | ------------------------- | -------------------------- | ------------------------- |
| 1er                       | Vito Braet                | Belgique                  | Team Flanders-Baloise      | 34 pts                    |
| 2e                        | Neilson Powless           | États-Unis                | EF Education-EasyPost      | 26 pts                    |
| 3e                        | Mattias Skjelmose         | Danemark                  | Trek-Segafredo             | 23 pts                    |
| 4e                        | Dries De Bondt            | Belgique                  | Alpecin-Deceuninck         | 18 pts                    |
| 5e                        | Kévin Vauquelin           | France                    | Arkéa-Samsic               | 16 pts                    |
| 6e                        | Thomas Champion           | France                    | Cofidis                    | 14 pts                    |
| 7e                        | Ben Turner                | Royaume-Uni               | Ineos Grenadiers           | 14 pts                    |
| 8e                        | Mads Pedersen             | Danemark                  | Trek-Segafredo             | 13 pts                    |
| 9e                        | Andrea Mifsud             | Malte                     | Nice Métropole Côte d'Azur | 12 pts                    |
| 10e                       | Ben Tulett                | Royaume-Uni               | Ineos Grenadiers           | 10 pts                    |

| Classement du meilleur jeune | Classement du meilleur jeune | Classement du meilleur jeune | Classement du meilleur jeune        | Classement du meilleur jeune |
| Coureur                      | Coureur                      | Pays                         | Équipe                              | Temps                        |
| ---------------------------- | ---------------------------- | ---------------------------- | ----------------------------------- | ---------------------------- |
| 1er                          | Mattias Skjelmose            | Danemark                     | Trek-Segafredo                      | 11 h 12 min 31 s             |
| 2e                           | Kévin Vauquelin              | France                       | Arkéa-Samsic                        | + 1 min 11 s                 |
| 3e                           | Arnaud De Lie                | Belgique                     | Lotto Dstny                         | + 2 min 03 s                 |
| 4e                           | Pau Miquel                   | Espagne                      | Equipo Kern Pharma                  | + 3 min 07 s                 |
| 5e                           | Axel Laurance                | France                       | Alpecin-Deceuninck Development Team | + 3 min 58 s                 |
| 6e                           | Raúl García Pierna           | Espagne                      | Equipo Kern Pharma                  | + 4 min 09 s                 |
| 7e                           | Jenno Berckmoes              | Belgique                     | Team Flanders-Baloise               | + 5 min 32 s                 |
| 8e                           | Louis Barré                  | France                       | Arkéa-Samsic                        | + 8 min 31 s                 |
| 9e                           | Petr Kelemen                 | Tchéquie                     | Tudor Pro Cycling Team              | + 10 min 13 s                |
| 10e                          | Luca Van Boven               | Belgique                     | Bingoal WB                          | + 12 min 22 s                |

| Classement du meilleur jeune | Classement du meilleur jeune | Classement du meilleur jeune | Classement du meilleur jeune        | Classement du meilleur jeune |
| Coureur                      | Coureur                      | Pays                         | Équipe                              | Temps                        |
| ---------------------------- | ---------------------------- | ---------------------------- | ----------------------------------- | ---------------------------- |
| 1er                          | Mattias Skjelmose            | Danemark                     | Trek-Segafredo                      | 11 h 12 min 31 s             |
| 2e                           | Kévin Vauquelin              | France                       | Arkéa-Samsic                        | + 1 min 11 s                 |
| 3e                           | Arnaud De Lie                | Belgique                     | Lotto Dstny                         | + 2 min 03 s                 |
| 4e                           | Pau Miquel                   | Espagne                      | Equipo Kern Pharma                  | + 3 min 07 s                 |
| 5e                           | Axel Laurance                | France                       | Alpecin-Deceuninck Development Team | + 3 min 58 s                 |
| 6e                           | Raúl García Pierna           | Espagne                      | Equipo Kern Pharma                  | + 4 min 09 s                 |
| 7e                           | Jenno Berckmoes              | Belgique                     | Team Flanders-Baloise               | + 5 min 32 s                 |
| 8e                           | Louis Barré                  | France                       | Arkéa-Samsic                        | + 8 min 31 s                 |
| 9e                           | Petr Kelemen                 | Tchéquie                     | Tudor Pro Cycling Team              | + 10 min 13 s                |
| 10e                          | Luca Van Boven               | Belgique                     | Bingoal WB                          | + 12 min 22 s                |

| Classement par équipes | Classement par équipes | Classement par équipes | Classement par équipes |
| Équipe                 | Équipe                 | Pays                   | Temps                  |
| ---------------------- | ---------------------- | ---------------------- | ---------------------- |
| 1re                    | TotalEnergies          | France                 | 33 h 44 min 32 s       |
| 2e                     | Israel-Premier Tech    | Israël                 | + 1 min 37 s           |
| 3e                     | Cofidis                | France                 | + 5 min 33 s           |
| 4e                     | AG2R Citroën Team      | France                 | + 7 min 07 s           |
| 5e                     | Tudor Pro Cycling Team | Suisse                 | + 7 min 43 s           |

| Classement par équipes | Classement par équipes | Classement par équipes | Classement par équipes |
| Équipe                 | Équipe                 | Pays                   | Temps                  |
| ---------------------- | ---------------------- | ---------------------- | ---------------------- |
| 1re                    | TotalEnergies          | France                 | 33 h 44 min 32 s       |
| 2e                     | Israel-Premier Tech    | Israël                 | + 1 min 37 s           |
| 3e                     | Cofidis                | France                 | + 5 min 33 s           |
| 4e                     | AG2R Citroën Team      | France                 | + 7 min 07 s           |
| 5e                     | Tudor Pro Cycling Team | Suisse                 | + 7 min 43 s           |

## Classements UCI
La course attribue des points aux coureurs pour le Classement mondial UCI 2023 selon le barème suivant:
| Position           | 1er | 2e | 3e | 4e | 5e | 6e | 7e | 8e | 9e | 10e | 11e | 12e | 13e à 15e | 16e à 25e |
| Classement général | 125 | 85 | 70 | 60 | 50 | 40 | 35 | 30 | 25 | 20  | 15  | 10  | 5         | 3         |
| Par étapes         | 14  | 5  | 3  |    |    |    |    |    |    |     |     |     |           |           |
| Leader             | 3   |    |    |    |    |    |    |    |    |     |     |     |           |           |

## Évolution des classements
| Étape              | Vainqueur                | Classement général       | Classement de la montagne | Classement par points | Classement des jeunes    | Classement par équipes |
| ------------------ | ------------------------ | ------------------------ | ------------------------- | --------------------- | ------------------------ | ---------------------- |
| 1                  | Arnaud De Lie            | Arnaud De Lie            | Ayco Bastiaens            | Arnaud De Lie         | Arnaud De Lie            | EF Education-EasyPost  |
| 2                  | aucun                    | Arnaud De Lie            | Vito Braet                | Arnaud De Lie         | Arnaud De Lie            | EF Education-EasyPost  |
| 3                  | Arnaud De Lie            | Arnaud De Lie            | Vito Braet                | Arnaud De Lie         | Arnaud De Lie            | Israel-Premier Tech    |
| 4                  | Mattias Skjelmose Jensen | Mattias Skjelmose Jensen | Vito Braet                | Arnaud De Lie         | Mattias Skjelmose Jensen | TotalEnergies          |
| 5                  | Mads Pedersen            | Neilson Powless          | Vito Braet                | Arnaud De Lie         | Mattias Skjelmose Jensen | TotalEnergies          |
| Classements finals | Classements finals       | Neilson Powless          | Vito Braet                | Arnaud De Lie         | Mattias Skjelmose Jensen | TotalEnergies          |

## Liste des participants
| Cofidis COF | Cofidis COF               | Cofidis COF |
| ----------- | ------------------------- | ----------- |
| Num         | Coureur                   | Pos         |
| 1           | Benjamin Thomas (FRA)     | 11e         |
| 2           | Thomas Champion (FRA)     | 105e        |
| 3           | Alexandre Delettre (FRA)  | 27e         |
| 4           | Anthony Perez (FRA)       | 9e          |
| 5           | Pierre-Luc Périchon (FRA) | 74e         |
| 6           | Hugo Toumire (FRA)        | 64e         |
| 7           | Jelle Wallays (BEL)       | 91e         |

| Ineos Grenadiers IGD | Ineos Grenadiers IGD     | Ineos Grenadiers IGD |
| -------------------- | ------------------------ | -------------------- |
| Num                  | Coureur                  | Pos                  |
| 11                   | Michał Kwiatkowski (POL) | 54e                  |
| 12                   | Michael Leonard (CAN)    | 86e                  |
| 13                   | Luke Rowe (GBR)          | 60e                  |
| 14                   | Pavel Sivakov (FRA)      | 5e                   |
| 15                   | Joshua Tarling (GBR)     | 56e                  |
| 16                   | Ben Tulett (GBR)         | 49e                  |
| 17                   | Ben Turner (GBR)         | 38e                  |

| AG2R Citroën Team ACT | AG2R Citroën Team ACT        | AG2R Citroën Team ACT |
| --------------------- | ---------------------------- | --------------------- |
| Num                   | Coureur                      | Pos                   |
| 21                    | Benoît Cosnefroy (FRA)       | 39e                   |
| 22                    | Franck Bonnamour (FRA)       | 16e                   |
| 23                    | Greg Van Avermaet (BEL)      | 20e                   |
| 24                    | Oliver Naesen (BEL)          | 29e                   |
| 25                    | Valentin Paret-Peintre (FRA) | 96e                   |
| 26                    | Valentin Retailleau (FRA)    | 66e                   |
| 27                    | Lawrence Warbasse (USA)      | 53e                   |

| Trek-Segafredo TFS | Trek-Segafredo TFS      | Trek-Segafredo TFS |
| ------------------ | ----------------------- | ------------------ |
| Num                | Coureur                 | Pos                |
| 31                 | Mads Pedersen (DEN)     | 69e                |
| 32                 | Julien Bernard (FRA)    | 13e                |
| 33                 | Markus Hoelgaard (NOR)  | 51e                |
| 34                 | Jacopo Mosca (ITA)      | 81e                |
| 35                 | Mattias Skjelmose (DEN) | 2e                 |
| 36                 | Toms Skujiņš (LAT)      | 68e                |
| 37                 | Otto Vergaerde (BEL)    | AB-1               |

| Groupama-FDJ GFC | Groupama-FDJ GFC        | Groupama-FDJ GFC |
| ---------------- | ----------------------- | ---------------- |
| Num              | Coureur                 | Pos              |
| 41               | Thibaut Pinot (FRA)     | 6e               |
| 42               | Bruno Armirail (FRA)    | 52e              |
| 43               | Enzo Paleni (FRA)       | 109e             |
| 44               | Fabian Lienhard (SUI)   | 98e              |
| 45               | Jake Stewart (GBR)      | AB-4             |
| 46               | Lars van den Berg (NED) | NP-3             |
| 47               | Samuel Watson (GBR)     | 55e              |

| Alpecin-Deceuninck ADC | Alpecin-Deceuninck ADC      | Alpecin-Deceuninck ADC |
| ---------------------- | --------------------------- | ---------------------- |
| Num                    | Coureur                     | Pos                    |
| 51                     | Dries De Bondt (BEL)        | 75e                    |
| 52                     | Robbe Ghys (BEL)            | 108e                   |
| 53                     | Axel Laurance (FRA)         | 18e                    |
| 54                     | Edward Planckaert (BEL)     | 76e                    |
| 55                     | Lionel Taminiaux (BEL)      | 79e                    |
| 56                     | Fabio Van den Bossche (BEL) | 43e                    |
| 57                     | Ayco Bastiaens (BEL)        | 87e                    |

| EF Education-EasyPost EFE | EF Education-EasyPost EFE       | EF Education-EasyPost EFE |
| ------------------------- | ------------------------------- | ------------------------- |
| Num                       | Coureur                         | Pos                       |
| 61                        | Magnus Cort Nielsen (DEN)       | 58e                       |
| 62                        | Stefan Bissegger (SUI) (chrono) | 72e                       |
| 63                        | Simon Carr (GBR)                | 111e                      |
| 64                        | Ben Healy (IRL)                 | NP-3                      |
| 65                        | Mark Padun (UKR)                | 100e                      |
| 66                        | Andrea Piccolo (ITA)            | 57e                       |
| 67                        | Neilson Powless (USA)           | 1er                       |

| Arkéa-Samsic ARK | Arkéa-Samsic ARK         | Arkéa-Samsic ARK |
| ---------------- | ------------------------ | ---------------- |
| Num              | Coureur                  | Pos              |
| 71               | Kévin Vauquelin (FRA)    | 4e               |
| 72               | Alan Riou (FRA)          | 92e              |
| 73               | Thibault Guernalec (FRA) | 37e              |
| 74               | Daniel McLay (GBR)       | 104e             |
| 75               | Luca Mozzato (ITA)       | 50e              |
| 76               | Louis Barré (FRA)        | 31e              |
| 77               | Laurent Pichon (FRA)     | 85e              |

| Israel-Premier Tech IPT | Israel-Premier Tech IPT | Israel-Premier Tech IPT |
| ----------------------- | ----------------------- | ----------------------- |
| Num                     | Coureur                 | Pos                     |
| 81                      | Guillaume Boivin (CAN)  | NP-5                    |
| 82                      | Hugo Houle (CAN)        | 8e                      |
| 83                      | Krists Neilands (LAT)   | 12e                     |
| 84                      | Dylan Teuns (BEL)       | 15e                     |
| 85                      | Sep Vanmarcke (BEL)     | 34e                     |
| 86                      | Oded Kogut (ISR)        | 112e                    |
| 87                      | Nadav Raisberg (ISR)    | 61e                     |

| Lotto Dstny LTD | Lotto Dstny LTD          | Lotto Dstny LTD |
| --------------- | ------------------------ | --------------- |
| Num             | Coureur                  | Pos             |
| 91              | Arnaud De Lie (BEL)      | 7e              |
| 92              | Cédric Beullens (BEL)    | NP-3            |
| 93              | Jasper De Buyst (BEL)    | 46e             |
| 94              | Johannes Adamietz (GER)  | HD-5            |
| 95              | Sébastien Grignard (BEL) | NP-3            |
| 96              | Liam Slock (BEL)         | 77e             |
| 97              | Brent Van Moer (BEL)     | 25e             |

| TotalEnergies TEN | TotalEnergies TEN        | TotalEnergies TEN |
| ----------------- | ------------------------ | ----------------- |
| Num               | Coureur                  | Pos               |
| 101               | Pierre Latour (FRA)      | 3e                |
| 102               | Mathieu Burgaudeau (FRA) | 17e               |
| 103               | Anthony Turgis (FRA)     | 36e               |
| 104               | Thomas Bonnet (FRA)      | 26e               |
| 105               | Valentin Ferron (FRA)    | 21e               |
| 106               | Julien Simon (FRA)       | 32e               |
| 107               | Dries Van Gestel (BEL)   | 44e               |

| Team Flanders-Baloise TFB | Team Flanders-Baloise TFB | Team Flanders-Baloise TFB |
| ------------------------- | ------------------------- | ------------------------- |
| Num                       | Coureur                   | Pos                       |
| 111                       | Jenno Berckmoes (BEL)     | 23e                       |
| 112                       | Vito Braet (BEL)          | 106e                      |
| 113                       | Gilles De Wilde (BEL)     | 59e                       |
| 114                       | Milan Fretin (BEL)        | 95e                       |
| 115                       | Elias Maris (BEL)         | 73e                       |
| 116                       | Aaron Van Poucke (BEL)    | 93e                       |
| 117                       | Aaron Verwilst (BEL)      | AB-1                      |

| Uno-X Pro Cycling Team UXT | Uno-X Pro Cycling Team UXT   | Uno-X Pro Cycling Team UXT |
| -------------------------- | ---------------------------- | -------------------------- |
| Num                        | Coureur                      | Pos                        |
| 121                        | Kristoffer Halvorsen (NOR)   | 67e                        |
| 122                        | Anders Johannessen (NOR)     | AB-4                       |
| 123                        | Erik Nordsæter Resell (NOR)  | 48e                        |
| 124                        | William Blume Levy (DEN)     | 107e                       |
| 125                        | Martin Bugge Urianstad (NOR) | 35e                        |
| 126                        | Rasmus Tiller (NOR) (route)  | 45e                        |
| 127                        | Fredrik Dversnes (NOR)       | 22e                        |

| Equipo Kern Pharma EKP | Equipo Kern Pharma EKP   | Equipo Kern Pharma EKP |
| ---------------------- | ------------------------ | ---------------------- |
| Num                    | Coureur                  | Pos                    |
| 131                    | Francisco Galván (ESP)   | AB-4                   |
| 132                    | Martí Márquez (ESP)      | NP-3                   |
| 133                    | Danny van der Tuuk (NED) | 70e                    |
| 134                    | Raúl García Pierna (ESP) | 19e                    |
| 135                    | Álex Jaime (ESP)         | 89e                    |
| 136                    | Eugenio Sánchez (ESP)    | AB-4                   |
| 137                    | Pau Miquel (ESP)         | 14e                    |

| Bingoal WB BWB | Bingoal WB BWB          | Bingoal WB BWB |
| -------------- | ----------------------- | -------------- |
| Num            | Coureur                 | Pos            |
| 141            | Floris De Tier (BEL)    | HD-5           |
| 142            | Johan Meens (BEL)       | 78e            |
| 143            | Julian Mertens (BEL)    | AB-4           |
| 144            | Rémy Mertz (BEL)        | 42e            |
| 145            | Ludovic Robeet (BEL)    | 101e           |
| 146            | Luca Van Boven (BEL)    | 41e            |
| 147            | Nathan Vandepitte (FRA) | NP-3           |

| Tudor Pro Cycling Team TUD | Tudor Pro Cycling Team TUD   | Tudor Pro Cycling Team TUD |
| -------------------------- | ---------------------------- | -------------------------- |
| Num                        | Coureur                      | Pos                        |
| 151                        | Tom Bohli (SUI)              | 71e                        |
| 152                        | Jacob Eriksson (SWE)         | NP-3                       |
| 153                        | Lucas Eriksson (SWE) (route) | 24e                        |
| 154                        | Alexander Kamp (DEN)         | 97e                        |
| 155                        | Simon Pellaud (SUI)          | 30e                        |
| 156                        | Petr Kelemen (CZE)           | 33e                        |
| 157                        | Joël Suter (SUI)             | 10e                        |

| Saint Michel-Mavic-Auber 93 AUB | Saint Michel-Mavic-Auber 93 AUB | Saint Michel-Mavic-Auber 93 AUB |
| ------------------------------- | ------------------------------- | ------------------------------- |
| Num                             | Coureur                         | Pos                             |
| 161                             | Rudy Barbier (FRA)              | HD-5                            |
| 162                             | Romain Cardis (FRA)             | 65e                             |
| 163                             | Nicolas Debeaumarché (FRA)      | 63e                             |
| 164                             | Théo Delacroix (FRA)            | 28e                             |
| 165                             | Flavien Maurelet (FRA)          | 90e                             |
| 166                             | Anthony Maldonado (FRA)         | 84e                             |
| 167                             | Morne van Niekerk (RSA)         | NP-3                            |

| Go Sport-Roubaix Lille Métropole GRL | Go Sport-Roubaix Lille Métropole GRL | Go Sport-Roubaix Lille Métropole GRL |
| ------------------------------------ | ------------------------------------ | ------------------------------------ |
| Num                                  | Coureur                              | Pos                                  |
| 171                                  | Rait Ärm (EST)                       | HD-5                                 |
| 172                                  | Thomas Boudat (FRA)                  | NP-3                                 |
| 173                                  | Kenny Molly (BEL)                    | AB-4                                 |
| 174                                  | Samuel Leroux (FRA)                  | 82e                                  |
| 175                                  | Jérémy Leveau (FRA)                  | 103e                                 |
| 176                                  | Valentin Tabellion (FRA)             | NP-3                                 |
| 177                                  | Norman Vahtra (EST)                  | 80e                                  |

| CIC U Nantes Atlantique UCN | CIC U Nantes Atlantique UCN | CIC U Nantes Atlantique UCN |
| --------------------------- | --------------------------- | --------------------------- |
| Num                         | Coureur                     | Pos                         |
| 181                         | Pierre Barbier (FRA)        | HD-5                        |
| 182                         | Jordan Jegat (FRA)          | 40e                         |
| 183                         | Léo Danès (FRA)             | 88e                         |
| 184                         | Maël Guégan (FRA)           | 47e                         |
| 185                         | Nolann Mahoudo (FRA)        | AB-4                        |
| 186                         | Emmanuel Morin (FRA)        | 99e                         |
| 187                         | Rasmus Søjberg (DEN)        | 110e                        |

| Nice Métropole Côte d'Azur NMC | Nice Métropole Côte d'Azur NMC | Nice Métropole Côte d'Azur NMC |
| ------------------------------ | ------------------------------ | ------------------------------ |
| Num                            | Coureur                        | Pos                            |
| 191                            | Jonathan Couanon (FRA)         | HD-5                           |
| 192                            | Paul Hennequin (FRA)           | AB-4                           |
| 193                            | Damien Girard (FRA)            | AB-4                           |
| 194                            | Julian Lino (FRA)              | 94e                            |
| 195                            | Jean-Louis Le Ny (FRA)         | 83e                            |
| 196                            | Andrea Mifsud                  | 62e                            |
| 197                            | Larry Valvasori (LUX)          | 102e                           |

| Cofidis COF | Cofidis COF               | Cofidis COF |
| ----------- | ------------------------- | ----------- |
| Num         | Coureur                   | Pos         |
| 1           | Benjamin Thomas (FRA)     | 11e         |
| 2           | Thomas Champion (FRA)     | 105e        |
| 3           | Alexandre Delettre (FRA)  | 27e         |
| 4           | Anthony Perez (FRA)       | 9e          |
| 5           | Pierre-Luc Périchon (FRA) | 74e         |
| 6           | Hugo Toumire (FRA)        | 64e         |
| 7           | Jelle Wallays (BEL)       | 91e         |

| Ineos Grenadiers IGD | Ineos Grenadiers IGD     | Ineos Grenadiers IGD |
| -------------------- | ------------------------ | -------------------- |
| Num                  | Coureur                  | Pos                  |
| 11                   | Michał Kwiatkowski (POL) | 54e                  |
| 12                   | Michael Leonard (CAN)    | 86e                  |
| 13                   | Luke Rowe (GBR)          | 60e                  |
| 14                   | Pavel Sivakov (FRA)      | 5e                   |
| 15                   | Joshua Tarling (GBR)     | 56e                  |
| 16                   | Ben Tulett (GBR)         | 49e                  |
| 17                   | Ben Turner (GBR)         | 38e                  |

| AG2R Citroën Team ACT | AG2R Citroën Team ACT        | AG2R Citroën Team ACT |
| --------------------- | ---------------------------- | --------------------- |
| Num                   | Coureur                      | Pos                   |
| 21                    | Benoît Cosnefroy (FRA)       | 39e                   |
| 22                    | Franck Bonnamour (FRA)       | 16e                   |
| 23                    | Greg Van Avermaet (BEL)      | 20e                   |
| 24                    | Oliver Naesen (BEL)          | 29e                   |
| 25                    | Valentin Paret-Peintre (FRA) | 96e                   |
| 26                    | Valentin Retailleau (FRA)    | 66e                   |
| 27                    | Lawrence Warbasse (USA)      | 53e                   |

| Trek-Segafredo TFS | Trek-Segafredo TFS      | Trek-Segafredo TFS |
| ------------------ | ----------------------- | ------------------ |
| Num                | Coureur                 | Pos                |
| 31                 | Mads Pedersen (DEN)     | 69e                |
| 32                 | Julien Bernard (FRA)    | 13e                |
| 33                 | Markus Hoelgaard (NOR)  | 51e                |
| 34                 | Jacopo Mosca (ITA)      | 81e                |
| 35                 | Mattias Skjelmose (DEN) | 2e                 |
| 36                 | Toms Skujiņš (LAT)      | 68e                |
| 37                 | Otto Vergaerde (BEL)    | AB-1               |

| Groupama-FDJ GFC | Groupama-FDJ GFC        | Groupama-FDJ GFC |
| ---------------- | ----------------------- | ---------------- |
| Num              | Coureur                 | Pos              |
| 41               | Thibaut Pinot (FRA)     | 6e               |
| 42               | Bruno Armirail (FRA)    | 52e              |
| 43               | Enzo Paleni (FRA)       | 109e             |
| 44               | Fabian Lienhard (SUI)   | 98e              |
| 45               | Jake Stewart (GBR)      | AB-4             |
| 46               | Lars van den Berg (NED) | NP-3             |
| 47               | Samuel Watson (GBR)     | 55e              |

| Alpecin-Deceuninck ADC | Alpecin-Deceuninck ADC      | Alpecin-Deceuninck ADC |
| ---------------------- | --------------------------- | ---------------------- |
| Num                    | Coureur                     | Pos                    |
| 51                     | Dries De Bondt (BEL)        | 75e                    |
| 52                     | Robbe Ghys (BEL)            | 108e                   |
| 53                     | Axel Laurance (FRA)         | 18e                    |
| 54                     | Edward Planckaert (BEL)     | 76e                    |
| 55                     | Lionel Taminiaux (BEL)      | 79e                    |
| 56                     | Fabio Van den Bossche (BEL) | 43e                    |
| 57                     | Ayco Bastiaens (BEL)        | 87e                    |

| EF Education-EasyPost EFE | EF Education-EasyPost EFE       | EF Education-EasyPost EFE |
| ------------------------- | ------------------------------- | ------------------------- |
| Num                       | Coureur                         | Pos                       |
| 61                        | Magnus Cort Nielsen (DEN)       | 58e                       |
| 62                        | Stefan Bissegger (SUI) (chrono) | 72e                       |
| 63                        | Simon Carr (GBR)                | 111e                      |
| 64                        | Ben Healy (IRL)                 | NP-3                      |
| 65                        | Mark Padun (UKR)                | 100e                      |
| 66                        | Andrea Piccolo (ITA)            | 57e                       |
| 67                        | Neilson Powless (USA)           | 1er                       |

| Arkéa-Samsic ARK | Arkéa-Samsic ARK         | Arkéa-Samsic ARK |
| ---------------- | ------------------------ | ---------------- |
| Num              | Coureur                  | Pos              |
| 71               | Kévin Vauquelin (FRA)    | 4e               |
| 72               | Alan Riou (FRA)          | 92e              |
| 73               | Thibault Guernalec (FRA) | 37e              |
| 74               | Daniel McLay (GBR)       | 104e             |
| 75               | Luca Mozzato (ITA)       | 50e              |
| 76               | Louis Barré (FRA)        | 31e              |
| 77               | Laurent Pichon (FRA)     | 85e              |

| Israel-Premier Tech IPT | Israel-Premier Tech IPT | Israel-Premier Tech IPT |
| ----------------------- | ----------------------- | ----------------------- |
| Num                     | Coureur                 | Pos                     |
| 81                      | Guillaume Boivin (CAN)  | NP-5                    |
| 82                      | Hugo Houle (CAN)        | 8e                      |
| 83                      | Krists Neilands (LAT)   | 12e                     |
| 84                      | Dylan Teuns (BEL)       | 15e                     |
| 85                      | Sep Vanmarcke (BEL)     | 34e                     |
| 86                      | Oded Kogut (ISR)        | 112e                    |
| 87                      | Nadav Raisberg (ISR)    | 61e                     |

| Lotto Dstny LTD | Lotto Dstny LTD          | Lotto Dstny LTD |
| --------------- | ------------------------ | --------------- |
| Num             | Coureur                  | Pos             |
| 91              | Arnaud De Lie (BEL)      | 7e              |
| 92              | Cédric Beullens (BEL)    | NP-3            |
| 93              | Jasper De Buyst (BEL)    | 46e             |
| 94              | Johannes Adamietz (GER)  | HD-5            |
| 95              | Sébastien Grignard (BEL) | NP-3            |
| 96              | Liam Slock (BEL)         | 77e             |
| 97              | Brent Van Moer (BEL)     | 25e             |

| TotalEnergies TEN | TotalEnergies TEN        | TotalEnergies TEN |
| ----------------- | ------------------------ | ----------------- |
| Num               | Coureur                  | Pos               |
| 101               | Pierre Latour (FRA)      | 3e                |
| 102               | Mathieu Burgaudeau (FRA) | 17e               |
| 103               | Anthony Turgis (FRA)     | 36e               |
| 104               | Thomas Bonnet (FRA)      | 26e               |
| 105               | Valentin Ferron (FRA)    | 21e               |
| 106               | Julien Simon (FRA)       | 32e               |
| 107               | Dries Van Gestel (BEL)   | 44e               |

| Team Flanders-Baloise TFB | Team Flanders-Baloise TFB | Team Flanders-Baloise TFB |
| ------------------------- | ------------------------- | ------------------------- |
| Num                       | Coureur                   | Pos                       |
| 111                       | Jenno Berckmoes (BEL)     | 23e                       |
| 112                       | Vito Braet (BEL)          | 106e                      |
| 113                       | Gilles De Wilde (BEL)     | 59e                       |
| 114                       | Milan Fretin (BEL)        | 95e                       |
| 115                       | Elias Maris (BEL)         | 73e                       |
| 116                       | Aaron Van Poucke (BEL)    | 93e                       |
| 117                       | Aaron Verwilst (BEL)      | AB-1                      |

| Uno-X Pro Cycling Team UXT | Uno-X Pro Cycling Team UXT   | Uno-X Pro Cycling Team UXT |
| -------------------------- | ---------------------------- | -------------------------- |
| Num                        | Coureur                      | Pos                        |
| 121                        | Kristoffer Halvorsen (NOR)   | 67e                        |
| 122                        | Anders Johannessen (NOR)     | AB-4                       |
| 123                        | Erik Nordsæter Resell (NOR)  | 48e                        |
| 124                        | William Blume Levy (DEN)     | 107e                       |
| 125                        | Martin Bugge Urianstad (NOR) | 35e                        |
| 126                        | Rasmus Tiller (NOR) (route)  | 45e                        |
| 127                        | Fredrik Dversnes (NOR)       | 22e                        |

| Equipo Kern Pharma EKP | Equipo Kern Pharma EKP   | Equipo Kern Pharma EKP |
| ---------------------- | ------------------------ | ---------------------- |
| Num                    | Coureur                  | Pos                    |
| 131                    | Francisco Galván (ESP)   | AB-4                   |
| 132                    | Martí Márquez (ESP)      | NP-3                   |
| 133                    | Danny van der Tuuk (NED) | 70e                    |
| 134                    | Raúl García Pierna (ESP) | 19e                    |
| 135                    | Álex Jaime (ESP)         | 89e                    |
| 136                    | Eugenio Sánchez (ESP)    | AB-4                   |
| 137                    | Pau Miquel (ESP)         | 14e                    |

| Bingoal WB BWB | Bingoal WB BWB          | Bingoal WB BWB |
| -------------- | ----------------------- | -------------- |
| Num            | Coureur                 | Pos            |
| 141            | Floris De Tier (BEL)    | HD-5           |
| 142            | Johan Meens (BEL)       | 78e            |
| 143            | Julian Mertens (BEL)    | AB-4           |
| 144            | Rémy Mertz (BEL)        | 42e            |
| 145            | Ludovic Robeet (BEL)    | 101e           |
| 146            | Luca Van Boven (BEL)    | 41e            |
| 147            | Nathan Vandepitte (FRA) | NP-3           |

| Tudor Pro Cycling Team TUD | Tudor Pro Cycling Team TUD   | Tudor Pro Cycling Team TUD |
| -------------------------- | ---------------------------- | -------------------------- |
| Num                        | Coureur                      | Pos                        |
| 151                        | Tom Bohli (SUI)              | 71e                        |
| 152                        | Jacob Eriksson (SWE)         | NP-3                       |
| 153                        | Lucas Eriksson (SWE) (route) | 24e                        |
| 154                        | Alexander Kamp (DEN)         | 97e                        |
| 155                        | Simon Pellaud (SUI)          | 30e                        |
| 156                        | Petr Kelemen (CZE)           | 33e                        |
| 157                        | Joël Suter (SUI)             | 10e                        |

| Saint Michel-Mavic-Auber 93 AUB | Saint Michel-Mavic-Auber 93 AUB | Saint Michel-Mavic-Auber 93 AUB |
| ------------------------------- | ------------------------------- | ------------------------------- |
| Num                             | Coureur                         | Pos                             |
| 161                             | Rudy Barbier (FRA)              | HD-5                            |
| 162                             | Romain Cardis (FRA)             | 65e                             |
| 163                             | Nicolas Debeaumarché (FRA)      | 63e                             |
| 164                             | Théo Delacroix (FRA)            | 28e                             |
| 165                             | Flavien Maurelet (FRA)          | 90e                             |
| 166                             | Anthony Maldonado (FRA)         | 84e                             |
| 167                             | Morne van Niekerk (RSA)         | NP-3                            |

| Go Sport-Roubaix Lille Métropole GRL | Go Sport-Roubaix Lille Métropole GRL | Go Sport-Roubaix Lille Métropole GRL |
| ------------------------------------ | ------------------------------------ | ------------------------------------ |
| Num                                  | Coureur                              | Pos                                  |
| 171                                  | Rait Ärm (EST)                       | HD-5                                 |
| 172                                  | Thomas Boudat (FRA)                  | NP-3                                 |
| 173                                  | Kenny Molly (BEL)                    | AB-4                                 |
| 174                                  | Samuel Leroux (FRA)                  | 82e                                  |
| 175                                  | Jérémy Leveau (FRA)                  | 103e                                 |
| 176                                  | Valentin Tabellion (FRA)             | NP-3                                 |
| 177                                  | Norman Vahtra (EST)                  | 80e                                  |

| CIC U Nantes Atlantique UCN | CIC U Nantes Atlantique UCN | CIC U Nantes Atlantique UCN |
| --------------------------- | --------------------------- | --------------------------- |
| Num                         | Coureur                     | Pos                         |
| 181                         | Pierre Barbier (FRA)        | HD-5                        |
| 182                         | Jordan Jegat (FRA)          | 40e                         |
| 183                         | Léo Danès (FRA)             | 88e                         |
| 184                         | Maël Guégan (FRA)           | 47e                         |
| 185                         | Nolann Mahoudo (FRA)        | AB-4                        |
| 186                         | Emmanuel Morin (FRA)        | 99e                         |
| 187                         | Rasmus Søjberg (DEN)        | 110e                        |

| Nice Métropole Côte d'Azur NMC | Nice Métropole Côte d'Azur NMC | Nice Métropole Côte d'Azur NMC |
| ------------------------------ | ------------------------------ | ------------------------------ |
| Num                            | Coureur                        | Pos                            |
| 191                            | Jonathan Couanon (FRA)         | HD-5                           |
| 192                            | Paul Hennequin (FRA)           | AB-4                           |
| 193                            | Damien Girard (FRA)            | AB-4                           |
| 194                            | Julian Lino (FRA)              | 94e                            |
| 195                            | Jean-Louis Le Ny (FRA)         | 83e                            |
| 196                            | Andrea Mifsud                  | 62e                            |
| 197                            | Larry Valvasori (LUX)          | 102e                           |